# (4624) Stefani
(4624) Stefani est un astéroïde de la ceinture principale.

## Description
(4624) Stefani est un astéroïde de la ceinture principale. Il fut découvert le 23 mars 1982 à l'Observatoire Palomar par Carolyn S. Shoemaker. Il présente une orbite caractérisée par un demi-grand axe de 3,05 UA, une excentricité de 0,21 et une inclinaison de 2,6° par rapport à l'écliptique.

## Compléments